# C19H33NO2
化学式C19H33NO2（摩尔质量：307.478 g/mol）可以指：
- 芬戈莫德（英语：Fingolimod），CAS号：162359-55-9
- Dysidazirine，CAS号：113507-74-7

|  | 这个同类索引页列出了具有相同分子式的化学物（即同分異構體）条目。 除非您是有意链接至本页，否则应将相应条目的内部链接指向正确的条目。 |